# Пак Чхан Йоль
Пак Чхан Йоль (кор. 박찬열, кит.: 朴灿烈, нар. 27 листопада 1992, Сеул, Південна Корея), більш відомий як Чанйоль, — південнокорейський співак і актор. Є учасником K-pop гурту EXO.

## Ранні роки
Пак Чаньоль народився 27 листопада 1992 року в Сеулі, Південна Корея, і вчився у Hyundai Senior High School в Апкучжоні. Старша сестра, Пак Юра, працює диктором на MBC. Мати раніше володіла італійським рестораном «Viva Polo», у батька — власний бар.
Чаньоль навчався у приватній школі акторської майстерності у віці 16 років. Тоді він подружився з P.O (Block B). Зараз студент факультету Культури і менеджменту онлайн-відділення університету Кенхи, де також навчаються його одногрупники Сухо і Бекхьон.
Після перегляду фільму «Школа року» в початковій школі, почав цікавитися музикою. Став грати на барабанній установці, після того, як побачив барабанщика у фільмі. Його батько в юності займався музикою, тому повністю підтримав сина в його починанні. На першому році навчання в середній школі, Чаньоль створив власну групу, з якою грав 3 роки. Став стажером SM Entertainment в 2008 році, коли посів друге місце на конкурсі Smart Model Contest. Вперше потрапивши в компанію, він думав, що буде в групі за типом Trax, але зрозумів, що це неможливо. Після прослуховування різноманітної музики на тренуваннях, Чаньоль зосередився на репі.

## Кар'єра

### Дебют та діялість у EXO
Чаньоль був прийнятий в SM на першому році навчання в старшій школі, після перемоги на конкурсі. Протягом цього часу він був учасником шкільної групи «Сирена». До дебюту в EXO кілька разів з'являвся на телебаченні, в тому числі в кліпі гурту TVXQ на пісню «HaHaHa Song» у 2008 році. У 2010 році Чаньоль знявся в кліпі для японського синглу SNSD «Genie». Так само в 2012 році знявся в кліпі TaeTiSeo «Twinkle». Після 4 років стажування, 8 квітня 2012 року, Пак Чаньоль дебютував у групі EXO (корейська підгрупа EXO-K).
Чаньоль був останнім учасником, якого офіційно представили громадськості 23 лютого 2012 року. Найбільший вплив на нього справили Jason Mraz і Eminem, хоча в середній школі він був шанувальником таких рок-гуртів, як Muse, Green Day, Nirvana, і X-Japan.
Чаньоль активно пише музику і пише пісні. Він написав реп для корейської версії пісні «Run» для альбому Overdose і для пісні «Promise» для альбому Love Me Right. Також пише музику разом з одногрупником з китайської підгрупи Леєм.

### Сольна діяльність
Чаньоль знявся в одному епізоді серіалу Royal Villa в 2013 році. Був учасником шоу «Закони Джунглів в Мікронезії» на каналі SBS та учасником шоу «Сусіди», але залишив його через завантажений  розклад. Дебютував на великому екрані в 2015 році у фільмі «Магазин Чансу», зігравши разом з Мун Гайон, у якої була головна роль в дорамі «EXO Next Door». Також був учасником шоу «Побачення наодинці» на каналі jTBC.
15 травня 2015 року Чаньоль спільно з Бекхьоном, Ченом та іншими артистами виконали пісню «The Day We Met» для спеціального випуску програми «I Am Korea» на каналі KBS1.

## Дискографія

### Пісні
| Назва | Рік                    | Пікові позиції у чартаї | Пікові позиції у чартаї | Пікові позиції у чартаї | Пікові позиції у чартаї | Продажі (DL)                | Альбом                                 |
| Назва | Рік                    | KOR                     | KOR Hot                 | MLY                     | US World                | Продажі (DL)                | Альбом                                 |
| Як головний виконавець | Як головний виконавець | Як головний виконавець  | Як головний виконавець  | Як головний виконавець  | Як головний виконавець  | Як головний виконавець      | Як головний виконавець                 |
| --- | ---------------------- | ----------------------- | ----------------------- | ----------------------- | ----------------------- | --------------------------- | -------------------------------------- |
| «Delight» | 2014                   | —                       | Н/Д                     | —                       | —                       | - Південна Корея: 12,096    | Exology Chapter 1: The Lost Planet     |
| «Youngstreet» | 2015                   | —                       | Н/Д                     | —                       | —                       | Н/Д                         | Lee Gook Joo's Young Street Logo Song  |
| «SSFW» (봄 여름 가을 겨울) | 2019                   | 174                     | —                       | —                       | —                       | Н/Д                         | Сингл без альбому                      |
| «Tomorrow» | 2021                   | —                       | —                       | —                       | 9                       | Н/Д                         | SM Station Season 4                    |
| «Good Enough» | 2023                   | —                       | —                       | —                       | 8                       | Н/Д                         | Сингл без альбому                      |
| Колаборації |                        |                         |                         |                         |                         |                             |                                        |
| «If We Love Again» (with Chen) | 2016                   | 38                      | Н/Д                     | —                       | —                       | - Південна Корея: 47,208    | Two Yoo Project Sugar Man Part 32      |
| «Let Me Love You» (with Junggigo) | 2017                   | 16                      | Н/Д                     | —                       | —                       | - Південна Корея: 117,194   | Across the Universe                    |
| «We Young» (with Sehun) | 2018                   | 72                      | 71                      | —                       | 3                       | Н/Д                         | Station X 0                            |
| «Yours» (with Raiden feat.Lee Hi, Changmo) | 2020                   | 49                      | 53                      | —                       | 8                       | Н/Д                         | Сингл без альбому                      |
| Як запрошений виконавець |                        |                         |                         |                         |                         |                             |                                        |
| «Bad Girl» (Henry feat. Chanyeol) | 2014                   | 75                      | Н/Д                     | —                       | —                       | - Південна Корея: 27,192    | Fantastic                              |
| «Rewind» (Zhou Mi feat. Chanyeol) | 2014                   | —                       | Н/Д                     | —                       | 6                       | Н/Д                         | Rewind                                 |
| «Don't Make Money» (Heize feat. Chanyeol) | 2015                   | 43                      | Н/Д                     | —                       | —                       | - Південна Корея: 60,192    | Unpretty Rapstar 2 Semi-final Part 1   |
| «Confession» (Yesung feat. Chanyeol) | 2016                   | 133                     | Н/Д                     | —                       | —                       | - Південна Корея: 21,890    | Here I Am                              |
| «Freal Luv» (Far East Movement and Marshmello feat. Chanyeol and Tinashe) | 2016                   | —                       | Н/Д                     | —                       | —                       | - Південна Корея: 22,665    | Identity                               |
| «Anbu» (Lee Sun-hee feat. Chanyeol) | 2020                   | 58                      | 85                      | —                       | —                       | Н/Д                         | Сингли поза альбомом                   |
| «Ocean View» (Rothy feat. Chanyeol) | 2020                   | 97                      | 78                      | —                       | —                       | Н/Д                         | Сингли поза альбомом                   |
| «Faded» (Devine Channel feat. Loopy and Chanyeol) | 2020                   | —                       | —                       | —                       | —                       | Н/Д                         | Byproduct                              |
| Саундтреки |                        |                         |                         |                         |                         |                             |                                        |
| «Last Hunter» | 2016                   | —                       | Н/Д                     | —                       | —                       | Н/Д                         | Law of the Jungle OST                  |
| «I Hate You» (with Yuan Shanshan) | 2016                   | —                       | Н/Д                     | —                       | —                       | Н/Д                         | So I Married an Anti-fan OST           |
| «Stay with Me» (with Punch) | 2016                   | 3                       | 83                      | 12                      | 3                       | - Південна Корея: 2,500,000 | Guardian: The Lonely and Great God OST |
| «Go Away Go Away» (with Punch) | 2020                   | 73                      | 63                      | —                       | 21                      | Н/Д                         | Dr. Romantic 2 OST                     |
| «Minimal Warm» | 2020                   | —                       | —                       | —                       | —                       | Н/Д                         | She's My Type OST                      |
| «Break Your Box» | 2021                   | —                       | —                       | —                       | —                       | Н/Д                         | The Box OST                            |
| «Bad Guy» | 2021                   | —                       | —                       | —                       | —                       | Н/Д                         | The Box OST                            |
| «Without You» | 2021                   | —                       | —                       | —                       | —                       | Н/Д                         | The Box OST                            |
| «Happy» (with Aancod) | 2021                   | —                       | —                       | —                       | —                       | Н/Д                         | The Box OST                            |
| «My Funny Valentine» | 2021                   | —                       | —                       | —                       | —                       | Н/Д                         | The Box OST                            |
| «What a Wonderful World» (with Kim Jihyun) | 2021                   | —                       | —                       | —                       | —                       | Н/Д                         | The Box OST                            |
| «Raining» | 2021                   | —                       | —                       | —                       | —                       | Н/Д                         | The Box OST                            |
| «Everyday With You» | 2021                   | —                       | —                       | —                       | —                       | Н/Д                         | The Box OST                            |
| «A Sky Full of Stars» | 2021                   | —                       | —                       | —                       | —                       | Н/Д                         | The Box OST                            |
| «—» релізи, що не потрапили у чарти або не були випущені у відповідних регіонах. Нотатки: Billboard Korea K-Pop Hot 100 був розпочатий у серпні 2011 та припинив існувати у липні 2014. Billboard China V Chart розпочався у листопаді 2015. Billboard Philippine Hot 100 розпочався 12 червня 2017. |                        |                         |                         |                         |                         |                             |                                        |

Нотатки
1. ↑  Пісня «Freal Luv» посіла 6 місце у Gaon International Digital Chart[15].